# Gran Premio di Gran Bretagna 2019
Il Gran Premio di Gran Bretagna 2019 è stata la decima prova della stagione 2019 del campionato mondiale di Formula 1. La gara, corsa domenica 14 luglio 2019 sul circuito di Silverstone, è stata vinta dal britannico Lewis Hamilton su Mercedes, al suo ottantesimo successo nel mondiale. Hamilton ha preceduto all'arrivo il suo compagno di scuderia, il finlandese Valtteri Bottas e il monegasco Charles Leclerc su Ferrari.

## Vigilia

### Sviluppi futuri
Gli organizzatori del Gran Premio d'Australia, rendono noto che la loro gara aprirà la stagione 2020. Inoltre, il contratto per la disputa del Gran Premio stesso viene rinnovato fino al 2025.
La McLaren conferma la coppia di piloti titolari, Carlos Sainz Jr. e Lando Norris, anche per la stagione successiva.
Gli organizzatori del Gran Premio di Gran Bretagna, prolungano l'accordo per mantenere nel calendario iridato la loro gara per altre cinque stagioni.

### Aspetti tecnici
La Pirelli, fornitrice unica degli pneumatici, porta per questa gara gomme di mescola C1, C2 e C3, le tre più dure tra quelle disponibili.
Il tracciato è stato completamente riasfaltato, per limare le sconnessioni che erano presenti sullo stesso.
La FIA riduce a due le zone dove potrà essere utilizzato il DRS: la prima sul Wellington Straight, con detection point fissato 25 metri prima della curva 3 (Village); la seconda zona è posta sull'Hangar Straight, e punto per le determinazione del distacco fra piloti stabilito alla curva 11 (Maggots). La terza zona, introdotta nel 2018, posta sul rettilineo principale, con detection point fissato prima della curva 16, è stata abolita, dopo le critiche dei piloti.

### Aspetti sportivi
La Rich Energy, title sponsor del team Haas, aveva annunciato la volontà di abbandonare il sostegno alla scuderia, in forza degli scarsi risultati sportivi. Successivamente la dichiarazione è stata smentita dalla società stessa, tanto che, anche in questo gran premio, lo sponsor viene usato sulle livree delle rispettive vetture dei piloti titolari.
L'ex pilota di Formula 1 Vitantonio Liuzzi è nominato commissario aggiunto da parte della FIA; l'italiano ricopre per la prima volta questo ruolo, in un weekend di gara.

## Prove

### Resoconto
Nella prima sessione di prove libere è Pierre Gasly, su Red Bull Racing, a ottenere il miglior tempo, che è di tre decimi più veloce di quanto ottenuto nell'analoga sessione dell'anno precedente, pur con pista dotata di nuovo asfalto, e ancora scivolosa. Nella fase centrale della sessione ha fatto la comparsa sul tracciato anche una pioggia leggera.
Il francese ha preceduto Valtteri Bottas, su Mercedes di 4 decimi, e l'altro pilota della Red Bull, Max Verstappen, di 8. Alle spalle dell'olandese si è posizionato Lewis Hamilton, che ha preceduto il duo della Ferrari, con Charles Leclerc quinto e Sebastian Vettel sesto.
Ha potuto compiere solo una manciata di giri Kimi Räikkönen, prima che un problema alla power unit costringesse l'Alfa Romeo Racing a sostituirgli la componente. Protagonista di un incidente è stato Romain Grosjean: uscendo dal box, il pilota è andato in testacoda, facendo staccare l'alettone anteriore della sua Haas; il pilota ha poi imboccato in senso contrario la corsia dei box, prima di riprendere la direzione corretta, tornare in pista, compiere un giro e rientrare ai box dal senso corretto.
Valtteri Bottas si pone al comando della graduatoria dei tempi, nella seconda sessione. Il finlandese ha preceduto il compagno di team, Hamilton, di 69 millesimi. Il tempo ottenuto in questa sessione è di otto decimi migliore di quello ottenuto l'anno precedente, in analoga situazione. Bottas ha perso i primi minuti della sessione per la necessità di sostituire una candela della sua power unit.
L'asfalto nuovo rende la pista sempre scivolosa, mentre la presenza di un vento teso complica la guida per i piloti. Il nuovo asfalto rende anche diversa la guida in determinate curve, ove è stata modificata anche la pendenza.
Al terzo posto si è posizionato Charles Leclerc, a meno di due decimi dal tempo di Bottas. La Ferrari, concorrenziale sul giro secco, è penalizzata da un certo sottosterzo, e paga una degradazione degli pneumatici nella simulazione di gara. Vettel ha chiuso quarto, davanti a Pierre Gasly, Lando Norris e Max Verstappen. Sono risultate in crisi le Renault, con Daniel Ricciardo che ha dovuto interrompere il long run per un problema tecnico. Viene decisa la sostituzione del motore, per tornare alla specifica B, e del telaio, per il pilota australiano.
Una leggera pioggia ha caratterizzato la prima fase della terza sessione di prove. Essa però troppo lieve per consentire di utilizzare le gomme da bagnato intermedio, mentre la temperatura bassa non permetteva un buon utilizzo delle gomme slick. Con il miglioramento delle condizioni del tracciato, i piloti hanno potuto cogliere tempi più significativi.
Il più rapido è risultato Charles Leclerc, che ha preceduto di 26 millesimi l'altro pilota della Scuderia Ferrari, Sebastian Vettel. Al terzo posto vi è Lewis Hamilton, unico, assieme al duo della scuderia italiana, a sfondare il muro del minuto e ventisei secondi.
Al terzo e quarto posto si sono classificate le due Red Bull Racing, mentre Valtteri Bottas ha chiuso con il sesto tempo, bloccato, nel suo tentativo più veloce, da Daniil Kvjat. Segue poi Lando Norris, che ha preceduto le due Renault, in ripresa dopo i problemi del venerdì.

### Risultati
Nella prima sessione del venerdì si è avuta questa situazione:
| Pos | Nº | Pilota          | Costruttore           | Tempo    | Gap    | Giri |
| --- | -- | --------------- | --------------------- | -------- | ------ | ---- |
| 1   | 10 | Pierre Gasly    | Red Bull Racing-Honda | 1'27"173 |        | 25   |
| 2   | 77 | Valtteri Bottas | Mercedes              | 1'27"629 | +0"456 | 29   |
| 3   | 33 | Max Verstappen  | Red Bull Racing-Honda | 1'28"009 | +0"836 | 21   |

Nella seconda sessione del venerdì si è avuta questa situazione:
| Pos | Nº | Pilota          | Costruttore | Tempo    | Gap    | Giri |
| --- | -- | --------------- | ----------- | -------- | ------ | ---- |
| 1   | 77 | Valtteri Bottas | Mercedes    | 1'26"732 |        | 25   |
| 2   | 44 | Lewis Hamilton  | Mercedes    | 1'26"801 | +0"069 | 35   |
| 3   | 16 | Charles Leclerc | Ferrari     | 1'26"929 | +0"197 | 30   |

Nella sessione del sabato si è avuta questa situazione:
| Pos | Nº | Pilota           | Costruttore | Tempo    | Gap    | Giri |
| --- | -- | ---------------- | ----------- | -------- | ------ | ---- |
| 1   | 16 | Charles Leclerc  | Ferrari     | 1'25"905 |        | 17   |
| 2   | 5  | Sebastian Vettel | Ferrari     | 1'25"931 | +0"026 | 16   |
| 3   | 44 | Lewis Hamilton   | Mercedes    | 1'25"954 | +0"049 | 21   |

## Qualifiche

### Resoconto
La sessione di qualifica si tiene su pista asciutta, dopo la poca pioggia del mattino. La prima fase della Q1 vede in pista le scuderie meno competitive, con Carlos Sainz Jr. in cima alla classifica dei tempi, con 1'26"689. Successivamente entrano in pista le Red Bull Racing, che optano per gomme morbide, e le Ferrari, su gomme di mescola media. Sebastian Vettel si lamenta per il cattivo funzionamento del DRS.
Alexander Albon (Scuderia Toro Rosso) passa al comando, con 1'26"482, davanti a Nicolas Hülkenberg, prima che Lando Norris fissi il tempo di riferimento in 1'26"079, due decimi meglio di Pierre Gasly. Con gomme medie Vettel prende il secondo tempo, davanti a Sainz Jr., su gomme morbide. Poco dopo Charles Leclerc coglie, con mescola media, il nuovo record del tracciato (1'25"628) battuto poi da Lewis Hamilton, con gomme di mescola morbida, in 1'25"513; l'altro pilota della Mercedes, Valtteri Bottas fa segnare il terzo tempo.
Successivamente Leclerc, dopo avere ottenuto le miglior prestazioni nei primi due settori della pista, chiude a 20 millesimi da Hamilton. Max Verstappen scala terzo, Sainz Jr. risale al settimo, davanti a Gasly. A soli sei minuti dal termine della sessione gli scarti sono molto limitati, almeno tra le vetture di centro gruppo: solo mezzo secondo tra il tempo del nono, Daniel Ricciardo, e quello del diciottesimo, Sergio Pérez.
Romain Grosjean si migliora due volte, rientrando così tra i migliori dieci; Kimi Räikkönen ottiene il tredicesimo tempo, mentre non migliora Lance Stroll, così come Daniil Kvjat. Si migliora, invece, l'altro pilota della Racing Point, Sergio Pérez che, di fatto, elimina Magnussen. Oltre al danese sono eliminati Kvjat, Stroll e il duo della Williams.
In Q2 optano per le gomme morbide le due Mercedes, mentre Leclerc, su gomme medie, ottiene il miglior tempo (1'25"646), due decimi meglio di Lewis Hamilton, secondo. Gasly si piazza quarto, alle spalle di Bottas, ma davanti al suo compagno di team, Verstappen. L'altro pilota della Ferrari, Vettel, opta per gomme morbide, ma chiude solo con l'ottavo tempo.
Valtteri Bottas scala secondo, a 26 millesimi da Leclerc, mentre Hamilton è costretto ad abortire il suo secondo tentativo veloce. Per le Red Bull Max Verstappen guadagna una posizione, e si piazza davanti a Gasly. Vettel rientra in pista, ancora con gomme morbide, così come fanno tutti i piloti, tranne Hamilton, che decide di rientrare ai box.
Romain Grosjean si migliora, restando però al di fuori della top 10, mentre scala ottavo Antonio Giovinazzi, con l'altro pilota dell'Alfa Romeo, Kimi Räikkönen, decimo. Sainz Jr. non si migliora, a differenza dell'altra McLaren di Lando Norris, così come Albon e le due Renault. Vettel è, provvisoriamente, fuori dalla Q3, ma, in seguito, coglie il quinto tempo.
Anche Leclerc migliora: ciò comporta che entrambe le Ferrari partiranno in gara con gomme morbide, a differenza di quanto scelto da Mercedes e Red Bull. Sono eliminati, al termine della sessione, le due Alfa Romeo Sainz Jr., Grosjean e Pérez.
Le Mercedes sono le prime ad affrontare il tracciato nella terza fase, ma Lewis Hamilton compie un errore di guida, che gli costa tre decimi. Il campione del mondo chiude in 1'25"345, battuto da Valtteri Bottas, con 1'25"093. Pierre Gasly è terzo, a quasi sette decimi dal tempo di Bottas: il francese è poi superato dal compagno di scuderia Verstappen.
Si inseriscono, fra le due vetture anglo-austriache, prima Charles Leclerc, quarto, poi Sebastian Vettel, con il quinto crono.
Lando Norris e Alexander Albon optano per un solo tentativo veloce in Q3: il pilota della McLaren si piazza in mezzo al duo della Renault, mentre Albon è nono.
Nell'ultimo tentativo Leclerc è il più veloce nel primo settore, mentre non si migliorano, nel primo settore, le due Mercedes. Il monegasco chiude il giro a soli 79 millesimi dal tempo di Bottas, che conquista così la decima pole position nel mondiale di Formula 1. Hamilton, infatti, pur migliorandosi, termina a soli 6 millesimi dal finlandese. A fare compagnia in seconda fila al monegasco della Ferrari c'è Max Verstappen. Anche la terza fila è completata da una Red Bull e una Ferrari, con Gasly quinto e Vettel sesto.

### Risultati
Nella sessione di qualifica si è avuta questa situazione:
| Pos                         | Nº | Pilota             | Costruttore               | Q1       | Q2       | Q3       | Griglia |
| --------------------------- | -- | ------------------ | ------------------------- | -------- | -------- | -------- | ------- |
| 1                           | 77 | Valtteri Bottas    | Mercedes                  | 1'25"750 | 1'25"672 | 1'25"093 | 1       |
| 2                           | 44 | Lewis Hamilton     | Mercedes                  | 1'25"513 | 1'25"840 | 1'25"099 | 2       |
| 3                           | 16 | Charles Leclerc    | Ferrari                   | 1'25"533 | 1'25"546 | 1'25"172 | 3       |
| 4                           | 33 | Max Verstappen     | Red Bull Racing-Honda     | 1'25"700 | 1'25"848 | 1'25"276 | 4       |
| 5                           | 10 | Pierre Gasly       | Red Bull Racing-Honda     | 1'26"273 | 1'26"038 | 1'25"590 | 5       |
| 6                           | 5  | Sebastian Vettel   | Ferrari                   | 1'25"898 | 1'26"023 | 1'25"787 | 6       |
| 7                           | 3  | Daniel Ricciardo   | Renault                   | 1'26"428 | 1'26"283 | 1'26"182 | 7       |
| 8                           | 4  | Lando Norris       | McLaren-Renault           | 1'26"079 | 1'26"385 | 1'26"224 | 8       |
| 9                           | 23 | Alexander Albon    | Scuderia Toro Rosso-Honda | 1'26"482 | 1'26"403 | 1'26"345 | 9       |
| 10                          | 27 | Nicolas Hülkenberg | Renault                   | 1'26"568 | 1'26"397 | 1'26"386 | 10      |
| 11                          | 99 | Antonio Giovinazzi | Alfa Romeo Racing-Ferrari | 1'26"449 | 1'26"519 | N.D.     | 11      |
| 12                          | 7  | Kimi Räikkönen     | Alfa Romeo Racing-Ferrari | 1'26"558 | 1'26"546 | N.D.     | 12      |
| 13                          | 55 | Carlos Sainz Jr.   | McLaren-Renault           | 1'26"203 | 1'26"578 | N.D.     | 13      |
| 14                          | 8  | Romain Grosjean    | Haas-Ferrari              | 1'26"347 | 1'26"757 | N.D.     | 14      |
| 15                          | 11 | Sergio Pérez       | Racing Point-BWT Mercedes | 1'26"649 | 1'26"928 | N.D.     | 15      |
| 16                          | 20 | Kevin Magnussen    | Haas-Ferrari              | 1'26"662 | N.D.     | N.D.     | 16      |
| 17                          | 26 | Daniil Kvjat       | Scuderia Toro Rosso-Honda | 1'26"721 | N.D.     | N.D.     | 17      |
| 18                          | 18 | Lance Stroll       | Racing Point-BWT Mercedes | 1'26"762 | N.D.     | N.D.     | 18      |
| 19                          | 63 | George Russell     | Williams-Mercedes         | 1'27"789 | N.D.     | N.D.     | 19      |
| 20                          | 88 | Robert Kubica      | Williams-Mercedes         | 1'28"257 | N.D.     | N.D.     | 20      |
| Tempo limite 107%: 1'31"498 |    |                    |                           |          |          |          |         |

In grassetto sono indicate le migliori prestazioni in Q1, Q2 e Q3.

## Gara

### Resoconto
Alla partenza Valtteri Bottas mantiene il comando su Lewis Hamilton, che precede Charles Leclerc, Max Verstappen e Sebastian Vettel, che già al via ha passato Pierre Gasly. Nelle retrovie vi è un contatto fra le due Haas, che saranno poi costrette al ritiro, nei primi giri.
Hamilton mette pressione a Bottas, riuscendo anche a passarlo, al quarto giro, alle Brooklands; il finlandese è capace però, dopo un paio di curve, a riprendere il comando del gran premio. Dopo qualche giro di assestamento il campione del mondo torna ad avvicinarsi a Bottas, che però risponde con dei giri veloci. Più dietro Leclerc, su gomme morbide, vede avvicinarsi Verstappen, che monta pneumatici di mescola media. All'undicesimo giro Vettel viene superato da Gasly. Il francese, il giro dopo, effettua la sosta ai box, per montare gomme dure. Con 1"91, i meccanici della Red Bull Racing stabiliscono il nuovo record di velocità per un pit stop. Il precedente record apparteneva a una sosta effettuata da Mark Webber, sempre per l'ex scuderia Jaguar, al Gran Premio degli Stati Uniti d'America 2013, con 1"92; la Williams aveva eguagliato la stessa prestazione nel Gran Premio d'Europa 2016, per un cambio gomme di Felipe Massa. Il record è stato nuovamente battuto due settimane più tardi nel corso del Gran Premio di Germania sempre dai meccanici della Red Bull Racing, per un pit stop di Max Verstappen, in 1"88.
Dopo diversi giri in battaglia, al tredicesimo passaggio sia Charles Leclerc che Max Verstappen effettuano la sosta: le due vetture, dopo il pit stop, escono nella corsia dei box appaiate: ha la meglio però l'olandese, che rientra in gara davanti al ferrarista. Leclerc si rifà poco dopo, passando Verstappen alla Abbey.
Il leader della gara, Valtteri Bottas, si ferma al giro 16: il finlandese monta ancora gomme medie, come quelle del via, cosa che lo costringerà a una seconda sosta. Continua, nel frattempo, la lotta tra Leclerc e Verstappen, che prosegue per diversi giri.
La svolta del gran premio avviene al giro 19: Antonio Giovinazzi esce di pista e la direzione di gara decide per l'invio in pista della safety car. Hamilton ne approfitta per montare gomme dure. Si fermano anche Sebastian Vettel e Max Verstappen, che optano per lo stesso tipo di coperture per arrivare a fine gara. Il pilota della Red Bull Racing perde così la posizione nei confronti del proprio compagno di scuderia. Al giro 21, ancora in regime di vettura di sicurezza, effettua la seconda sosta anche Leclerc. Il ferrarista si trova ora alle spalle di entrambe le Red Bull.
Alla ripartenza, dopo il periodo di neutralizzazione della gara, cerca di approfittarne Charles Leclerc, con un attacco alle Brooklands, ma l'olandese è capace di resistere. Pochi giri dopo Gasly dà strada a Verstappen, che torna al quarto posto.
Il gran premio è comandato da Lewis Hamilton, con un margine di 1"3 su Bottas, 6"6 su Vettel e 9" su Verstappen. Al giro 36 Leclerc passa Gasly, con una difficile manovra all'esterno della 3 curva. Verstappen, dal proprio canto, si avvicina, giro dopo giro, a Vettel, per attaccarlo al giro 37. Il tedesco cerca subito il controsorpasso, ma tampona la Red Bull. Entrambi i piloti sono capaci di rimanere in gara, cedendo però le loro posizioni a Leclerc e Gasly. La direzione di gara affligge dieci secondi di penalità a Sebastian Vettel, considerandolo colpevole per l'incidente. Il tedesco è costretto anche a una sosta ai box, per sostituire il musetto, cosa che lo fa precipitare lontano dalla zona dei punti.
Bottas, dopo avere costruito un margine sufficiente su Leclerc, si ferma per montare gomme soft, con cui concludere il gran premio, mentre Hamilton rifiuta di effettuare ancora una sosta. Le posizioni sono cristallizzate, tranne che per il sesto posto, che vede una lotta intensa tra Carlos Sainz Jr. e Daniel Ricciardo.
Lewis Hamilton conquista, all'ultimo giro, malgrado avesse gomme dure usurate di 33 giri, il giro veloce (nonché nuovo giro record in gara a Silverstone) e il punto bonus che ne deriva. Per il britannico è l'ottantesimo successo nel mondiale, il sesto nel gran premio di casa, diventando così il più vittorioso nel Gran Premio di Gran Bretagna. Valtteri Bottas e Charles Leclerc completano il podio.

### Risultati
I risultati del Gran Premio sono i seguenti:
| Pos | Nº | Pilota             | Costruttore               | Giri | Tempo/Ritiro       | Griglia | Punti |
| --- | -- | ------------------ | ------------------------- | ---- | ------------------ | ------- | ----- |
| 1   | 44 | Lewis Hamilton     | Mercedes                  | 52   | 1h21'08"452        | 2       | 26    |
| 2   | 77 | Valtteri Bottas    | Mercedes                  | 52   | +24"928            | 1       | 18    |
| 3   | 16 | Charles Leclerc    | Ferrari                   | 52   | +30"117            | 3       | 15    |
| 4   | 10 | Pierre Gasly       | Red Bull Racing-Honda     | 52   | +34"692            | 5       | 12    |
| 5   | 33 | Max Verstappen     | Red Bull Racing-Honda     | 52   | +39"458            | 4       | 10    |
| 6   | 55 | Carlos Sainz Jr.   | McLaren-Renault           | 52   | +53"639            | 13      | 8     |
| 7   | 3  | Daniel Ricciardo   | Renault                   | 52   | +54"401            | 7       | 6     |
| 8   | 7  | Kimi Räikkönen     | Alfa Romeo Racing-Ferrari | 52   | +1'05"540          | 12      | 4     |
| 9   | 26 | Daniil Kvjat       | Scuderia Toro Rosso-Honda | 52   | +1'06"720          | 17      | 2     |
| 10  | 27 | Nicolas Hülkenberg | Renault                   | 52   | +1'12"733          | 10      | 1     |
| 11  | 4  | Lando Norris       | McLaren-Renault           | 52   | +1'14"281          | 8       |       |
| 12  | 23 | Alexander Albon    | Scuderia Toro Rosso-Honda | 52   | +1'15"617          | 9       |       |
| 13  | 18 | Lance Stroll       | Racing Point-BWT Mercedes | 52   | +1'21"086          | 18      |       |
| 14  | 63 | George Russell     | Williams-Mercedes         | 51   | +1 giro            | 19      |       |
| 15  | 88 | Robert Kubica      | Williams-Mercedes         | 51   | +1 giro            | 20      |       |
| 16  | 5  | Sebastian Vettel   | Ferrari                   | 51   | +1 giro            | 6       |       |
| 17  | 11 | Sergio Pérez       | Racing Point-BWT Mercedes | 51   | +1 giro            | 15      |       |
| Rit | 99 | Antonio Giovinazzi | Alfa Romeo Racing-Ferrari | 18   | Foratura           | 11      |       |
| Rit | 8  | Romain Grosjean    | Haas-Ferrari              | 9    | Danni da incidente | 14      |       |
| Rit | 20 | Kevin Magnussen    | Haas-Ferrari              | 6    | Danni da incidente | 16      |       |

Lewis Hamilton riceve un punto addizionale per avere segnato il giro più veloce della gara.

## Classifiche mondiali

### Piloti
| Pos | Pilota             | Punti |
| --- | ------------------ | ----- |
| 1   | Lewis Hamilton     | 223   |
| 2   | Valtteri Bottas    | 184   |
| 3   | Max Verstappen     | 136   |
| 4   | Sebastian Vettel   | 123   |
| 5   | Charles Leclerc    | 120   |
| 6   | Pierre Gasly       | 55    |
| 7   | Carlos Sainz Jr.   | 38    |
| 8   | Kimi Räikkönen     | 25    |
| 9   | Lando Norris       | 22    |
| 10  | Daniel Ricciardo   | 22    |
| 11  | Nicolas Hülkenberg | 17    |
| 12  | Kevin Magnussen    | 14    |
| 13  | Sergio Pérez       | 13    |
| 14  | Daniil Kvjat       | 12    |
| 15  | Alexander Albon    | 7     |
| 16  | Lance Stroll       | 6     |
| 17  | Romain Grosjean    | 2     |
| 18  | Antonio Giovinazzi | 1     |

### Costruttori
| Pos | Costruttore               | Punti |
| --- | ------------------------- | ----- |
| 1   | Mercedes                  | 407   |
| 2   | Ferrari                   | 243   |
| 3   | Red Bull Racing-Honda     | 191   |
| 4   | McLaren-Renault           | 60    |
| 5   | Renault                   | 39    |
| 6   | Alfa Romeo Racing-Ferrari | 26    |
| 7   | Racing Point-BWT Mercedes | 19    |
| 8   | Scuderia Toro Rosso-Honda | 19    |
| 9   | Haas-Ferrari              | 16    |